# Urinarna inkontinencija
Urinarna inkontinencija (UI) je nesposobnost zadržavanja mokraće. Može biti čest i uznemirujuć problem koji znatno narušava kvalitetu života. Urinarna inkontinencija je skoro uvijek posljedica neke druge osnovne, izlječive bolesti i često se bolesnici odluče ne požaliti svome liječniku na probleme koje imaju. Također postoji slično stanje koje obuhvaća defekaciju, a naziva se defekacijska inkontinencija.

## Uzroci
- Poliurija- mokrenje većih količina mokraće. Najčešći uzroci poliurije su nekontrolirani diabetes mellitus, primarna polidipsija (povećano pijenje tekućine), centralni diabetes insipidus i nefrogeni diabetes insipidus. Poliurija obično uzrokuje hitnu potrebu i učestalije mokrenje, ali ne mora nužno dovesti do inkontinencije.
- Kofeinska pića ili Coca-cola mogu također stimulirati mokraćni mjehur.
- Povećana prostata je najčešći uzrok inkontinencije u muškaraca iznad 40 godina; ponekad uzrok može biti i karcinom prostate. Kemoterapija ili zračenje u terapiji karcinoma prostate mogu također uzrokovati inkontinenciju.
- Bolesti poput multiple skleroze, spine bifide, Parkinsonove bolesti, moždanog udara i ozljede kralježničke moždine mogu poremetiti inervaciju mokraćnog mjehura.

## Patofiziologija
Kontinencija i mikcija su rezultat ravnoteže između djelovanja mišića detruzora mokraćnog mjehura i zatvaranja uretre. Uretralni tlak normalno nadvlada tlak u mokraćnom mjehuru zadržavajući urin u mjehuru. Proksimalni dio uretre i mokraćni mjehur se nalaze u zdjelici. Kad se poveća intraabdominalni tlak (kašljanjem ili kihanjem) to povećanje se jednakomjerno prenosi na uretru i mokraćni mjehur ostavljajući jednak odnos tlakova između ove 2 komponente što rezultira kontinencijom. Normalni proces mokrenja je rezultat promjene obje ove komponente: uretralni tlak pada, a tlak u mokraćnom mjehuru raste.

## Dijagnoza
Pacijenti koji imaju urinarnu inkontinenciju bi trebali biti upućeni liječniku specijalistu. Urolozi su specijalisti za urinarni trakt,a neki su još dodatno specijalizirani za ženski urinarni trakt. Uroginekolog je ginekolog spacijaliziran za urološke probleme kod žena. Obiteljski liječnici i internisti se susreću s mnogobrojnim bolestima pacijenata te su pripravni dijagnosticirati i liječiti ovaj česti problem. Ako je potrebno, treba uputiti pacijenta specijalistu urologije.
Pažljiva anamneza je ključna kod ispitivanja navika i poteškoća u mokrenju jer nam omogućuje razlikovanje tipova inkontinecije. Bitno je ispitati da li se pacijent napreže prilikom mokrenja, da li osjeća nelagodu, koje lijekove koristi, da li je imao nedavno neku operaciju te od kojih još bolesti boluje.
Fizikalni pregled je fokusiran na traženje medicinskih stanja koja bi mogla uzrokovati inkontinenciju kao što su tumori koji urokuju opstrukciju urinarnog trakta, stolica nakupljena zbog kronične konstipacije koja pritišće mokraćni mjehur te oslabljeni refleksi ili osjet što može biti znak poremećene inervacije.
Test koji se često provodi je mjerenje kapaciteta mokraćnog mjehura i rezidualnog urina za dokazivanje poremećene funkcije mišića mokraćnog mjehura.     
Ostali testovi:
- Stres test- pacijent je opušten, nakon toga počinje snažno kašljati, a doktor promatra curenje urina.
- Analiza urina- u urinu se pokušava utvrditi prisutnost infekcije, bubrežni kamenci ili neki drugi uzroci.
- Analiza krvi- izvađena krv se pošalje u laboratorij i tamo se pregledavaju oni elementi koji bi mogli biti povezani s uzrokom inkontinecije.
- Ultrazvuk- ultrazvučni valovi služe za vizualizaciju bubrega, uretera, mokraćnog mjehura i uretre.
- Cistoskopija- tanka cjevčica s malenom kamerom se umeće u uretru i služi vizualizaciji uretre i mokraćnog mjehura iznutra.
- Urodinamika- različite tehnike koje mjere tlak u mokraćnom mjehuru i protok urina.

Pacijenti bi trebali voditi dnevnik u kojem će bilježiti frekvenciju mokrenja i količinu mokraće tijekom cijelog dana te nastaviti tako bilježiti do tjedan dana.

### Vrste inkontinencije:
Stresna inkontinencija - također poznata i kao inkontinencija uzrokovana naporom, uzrokuje ju slabost mišića zdjeličnog dna.
Urgentna inkontinencija - nevoljki gubitak urina koji se događa bez ikakva očitoga razloga nakon što osoba odjednom osjeti neodoljivu potrebu za mokrenjem.
Preljevna inkontinencija - neprestano curenje iz mokraćnog mjehura, čak i nakon mokrenja. Kao da se u mjehuru mokraća neprestano prelijeva, od čega i potječe naziv za ovu inkontinenciju. 
Miješana inkontinencija - česta kod starijih žena, ponekad se može zakomplicirati s urinarnom retencijom što onda zahtijeva multimodalni pristup liječenju.
Strukturna inkontinencija - rijetko strukturalni problemi mogu uzrokovati inkontinenciju te su obično dijagnosticirani još u djetinjstvu (npr. ektopični ureter). Fistule nastale zbog opstetrične ili ginekološke traume mogu dovesti do inkontinencije. Najčešće se radi o vezikovaginalnoj fistuli, te puno rjeđe, o ureterovaginalnoj fistuli. Ove promjene može biti teško dijagnosticirati. Koriste se standardne tehnike uz vaginogram i vizualizaciju vaginalnog svoda uz prethodnu primjenu radiološkog kontrastnog sredstva. 
Funkcionalna inkontinencija - osoba prepoznaje potrebu za uriniranjem, ali ne uspijeva stići do kupaonice. Gubitak urina može biti priličan. Uzroci funkcionalne inkontinencije uključuju konfuziju, demenciju, slabovidnost, slabu pokretnost, nespretnost, nevoljkost odlaska u kupaonicu zbog depresije, anksioznosti ili ljutnje, pijanstvo ili jednostavno zatečenost u situaciji u kojoj nije moguće stići do kupaonice. Ljudi s funkcionalnom inkontinencijom mogu imati poremećaj mišljenja, kretanja ili komunikacije koji ih onemogućava da stignu do kupaonice na vrijeme. Primjerice, osoba s Alzheimerovom bolesti neće moći isplanirati put do zahoda. Osoba u invalidskim kolicima neće dovoljno brzo stići do zahoda. Ova stanja su često povezana sa starijom dobi i obuhvaćaju dio uzroka inkontinencija u staračkim domovima. Bolest ili starija dob ne moraju nužno biti uzrok funkcionalne inkontinencije. Primjerice, netko tko se vozi autocestom, a u blizini nema odmarališta u kojima bi se mogao poslužiti zahodom, također će imati ovaj problem.
Mokrenje u krevet - epizodna urinarna inkontinencija koja se događa pri spavanju. Normalna je u mlađe djece.
Prolazna inkontinencija - privremena verzija inkontinencije. Može biti uzrokovana lijekovima, adrenalnom insuficijencijom, mentalnim pogoršanjem, ograničenom mobilnosti, ozbiljnom konstipacijom kada nakupljena stolica pritišće na urinarni trakt i uzrokuje smetnje u protoku urina.
Inkontinencija hihotanja - nevoljni odgovor na smijanje. Obično se javlja kod djece. 

### Inkontinencija u žena
Iako simptomi povezani s mokraćnim mjehurom zahvaćanju žene svih dobnih skupina, ipak je najčešća prevalencija među starijim ženama. Procjenuje se da je do 35% ukupne populacije iznad 60 godina inkontinentno s time da žene imaju dvostruko veću šansu da postanu inkontinentne. Procjenjuje se da će 1 od 3 žene iznad 60 godina imati problema s kontrolom mokrenja.
Problemi s kontroliranjem mokrenja su često udruženi s povećanom incidencijom ostalih zdravstvenih problema, kao što su pretilost i diabetes. Poteškoće s kontroliranjem mokrenja uzrokuju ograničenje aktivnosti i češću pojavu depresije.
Inkontinencija je skupa za pacijenta koji mora kupovati proizvode za kontroliranje mokrenja, no također predstavlja veliki trošak cijelom zdravstvenom sustavu.Ozljede povezane s inkontinencijom su vodeći uzrok pristupanja ustanovama za njegu i skrb. Više od 50 % prijava u takve ustanove povezano je s inkontinencijom.
Koitalna inkontinencija je curenje urina koje se zbiva prilikom penetracije ili orgazma sa seksualnim partnerom, ili tijekom masturbacije. Pojavljuje se u 10%- 24% seksualno aktivnih žena koje imaju poremećaj zdjeličnog dna. 

### Inkontinencija u muškaraca
Muškarci se, zahvaljući strukturi muškog urinarog trakta, suočavaju s problemom inkontinencije znatno rjeđe od žena. Ipak, često se javlja kod liječenja karcinoma prostate. I muškarci i žene mogu postati inkontinentni zbog neuroloških ozljeda, kongenitalnih defekata, moždanog udara, multiple skleroze i fizičkih problema udruženih sa starenjem.
Iako problem inkontinencije češće zahvaća starije muškarce, može nastupiti u bilo kojoj dobi. Nedavni rezultati Nacionalnog Instituta Zdravlja (NIH) procjenjuju da je 17 posto muškaraca iznad 60 godina (oko 600 000 muškaraca) već iskusilo urinarnu inkontinenciju,a ovaj postotak se povećava s godinama. Inkontinancija je u najvećem broju slučajeva izlječivo stanje, u svim dobnim skupinama.
Inkontinencija je u muškaraca često uzrokovana problemima s mišićima koji služe zadržavanju ili otpuštanju urina. Tijelo skladišti urin- vodu i otpadne produkte koje je bubreg izlučio- u mokraćnom mjehuru, organu koji izgledom podsjeća na balon. Mjehur je povezan s uretrom- cijevi kroz koju urin napušta tijelo.
Tijekom uriniranja mišići u zidu mokraćnog mjehura se kontrahiraju, tjerajući urin iz mjehura u uretru. U isto vrijeme, mišić sfinkter koji okružuje uretru se relaksira, puštajući urin da istječe iz tijela. Inkontinencija će se dogoditi ako će mišići mokraćnog mjehura iznenada kontrahiraju ili se mišić koji okružuje uretru iznenada relaksira.

## Liječenje
Opcije terapije su mnogostruke, od konzervativnog tretmana,  behavior management, lijekova i kirurških postupaka. Preduvjet izlječenja je dakako postavljanje pravilne dijagnoze.

### Fizička terapija
Fizička terapija je obično korištena kao konzervativni tretman za liječenje inkontinencije u ranom stadiju. Vježbe za jačanje mišića zdjeličnog dna, poznate kao Kegelove vježbe, dokazano osnažuju te mišiće te tako smanjuju urinarnu inkontinenciju u djece i u odraslih, neovisno o spolu.

### Lijekovi
Postoji niz lijekova za tretiranje inkontinencije kao što su fezoterodin, tolterodin i oksibutinin. Iako je njihov utjecaj na liječenje inkontinencije skroman, nuspojave su brojne. 

### Medicinska pomagala
Upijajući jastučići i razni tipovi urinarnih katetera mogu pomoći onim pacijentima koji i dalje pate od inkontinencije. Neki upijajući jastučići nisu toliko glomazni kao kao što su bili stariji tipovi i taman prianjanju uz donje rublje (Some absorbent pads are not bulky like many older types were but are close fitting underwear with liners).
Upijajući proizvodi također uključuju rublje, zaštitno donje rublje, gaćice, pelene, pelene za odrasle i underpads. Upijajući proizvodi služe da bi prikrili curenje urina, neugodan miris, reducirali oštećenje kože i pojavu infekcija urinarnog trakta.
Muškarci mogu koristiti i uređaj za vanjsko sakupljanje urina koji se nosi oko penisa. Dva su osnovna tipa takvog uređaja: Stariji (tradicionalni) tip se zove kondom ili Texas kateter. Nije prikladan za muškarce koji nisu obrezani, imaju iznimno mali ili iznimno veliki ili retrahirani penis. Korisnici kondom katetera se često žale na infekcije urinarnog trakta i oštećenje kože. Nedavna inovacija je Men’s Liberty (da li to uopće prevoditi kao muškarčeva sloboda?) koji se hidrokoloidnim adhezivom pričvrsti na vrh penisa i može se koristiti kod svih oblika i veličina penisa. Dosad nisu prijavljene nikakve infekcije urinarnog trakta ili ikakve ozbiljne ozljede kože koje bi uzrokovao ovaj kateter.
Bolnice često koriste jednu vrstu inkontinentnog jastučića, malenu, ali visoko upijajuću plahtu, stavljenu ispod pacijenta kako bi se riješili problemi inkontinencije urina ili ostalih tjelesnih izlučevina. Ovi jastučići su posebno korisni kad nije praktično za pacijenta da koristi pelene.
Najčešći način bolničkog zbrinjavanja inkontinancije je umetanje Foleyjeva katetera. Takav kateter može uzrokovati infekciju i druge sekundarne komplikacije.

## Inkontinencija u djece
Uriniranje ili mokrenje je složena aktivnost. Mokraćni mjehur je balonu nalik mišić što leži u najnižem dijelu abdomena. Mokraćni mjehur skladišti urin i potom ga otpušta kroz uretru, kanal koji odnosi urin izvan tijela. Obavljanje ove aktivnosti omogućuje usklađeno djelovanje živaca, mišića, kralježničke moždine i mozga.
Mokraćni mjehur sačinjavaju 2 tipa mišića : detruzor, mišićna vreća koja skladišti urin i kontrahira se da ga isprazni i sfinkter- cirkularna grupa mišića na dnu mjehura koja automatski ostaje kontrahirana da zadrži urin i automatski se opušta kad se detruzor kontrahira kako bi se omogućilo istjecanje urina u uretru. Treća grupa mišića se nalazi ispod mokraćnog mjehura (mišići zdjeličnog dna) i može se kontrahirati kako bi zadržala urin.
Mokraćni mjehur djeteta se puni do određene točke, zatim se automatski kontrahira i isprazni. Kako dijete odrasta, razvija se i njegov živčani sustav. Djetetov mozak počinje dobivati poruke od mokraćnog mjehura o napunjenosti istoga te počinje slati povratne poruke o zaustavljanju automatskog pražnjenja sve dok dijete voljno ne odluči pomokriti se.
Neuspješno kontroliranje ovog mehanizma rezultira inkontinencijom. Razlozi za ovaj neuspjeh mogu biti jednostavni ili složeni.
Inkontinencija se rjeđe pojavljuje nakon pete godine života. Oko 10 posto petogodišnjaka, 5 posto desetogodišnjaka i 1 posto osamnaestogodišnjaka doživljavaju epizode inkontinencije. Dvostruko su učestalije u curica nego u dječaka.